# Le Père d'Italia
Pour plus de détails, voir Fiche technique et Distribution.
Le Père d'Italia (titre original : Il padre d'Italia) est un film italien réalisé par Fabio Mollo, sorti en 2017.
Il remporte l'Amilcar du jury et l'Amilcar du jury jeunes au Festival du film italien de Villerupt 2017,.

## Synopsis
Le film décrit l'aventure vécue par Paolo, un trentenaire homosexuel introverti, et Mia, une jeune femme enceinte du sixième mois.

## Fiche technique
- Titre français : Le Père d'Italia
- Titre original : Il padre d'Italia
- Réalisation : Fabio Mollo
- Scénario : Fabio Mollo et Josella Porto
- Photographie : Daria D'Antonio
- Montage : Filippo Maria Montemurro
- Musique : Giorgio Giampà
- Pays d'origine : Italie
- Format : Couleurs - 35 mm - 2,35:1
- Genre : drame
- Durée : 92 minutes
- Date de sortie :
  -  Italie : 9 mars 2017
  -  France : 15 août 2018

## Distribution
- Luca Marinelli : Paolo
- Isabella Ragonese : Mia
- Anna Ferruzzo : Nunzia
- Mario Sgueglia : Mario
- Federica De Cola : l'assistante sociale
- Miriam Karlkvist : Lucia, la locataire à Rome
- Esther Elisha : Assunta
- Sara Putignano : la mère de Paolo
- Franca Maresa : la religieuse âgée
- Filippo Gattuso : Valerio

## Prix
- Amilcar du jury et Amilcar du jury jeunes au Festival du film italien de Villerupt 2017.